# التقسيم الإداري في الجزائر

خريطة تعرضُ التقسيم الإداري الجزائري الذي يحتوي على 58 ولاية جزائرية.

يشتمل التقسيم الإداري الجزائري على 58 ولاية، و 553 دائرة و 1541 بلدية. وكانت الإدارة بالجزائر قبل الاستقلال من «المستعمر الفرنسي» تخضع لنظامين إداريين مختلفين، فقسم منها كان يخضع لجيش الاحتلال الذي كان يتولى السلطة في جنوب البلاد في حين أن القسم الثاني كان يخضع للسلطة المدنية الفرنسية التي كانت تسيطر على الحكم في شمال البلاد، وبعد الاستقلال، وقع على عاتق الدولة الجزائرية مسؤولية توحيد النظام الإداري على المستوى الوطني، وقد اصطدمت الجزائر بصعوبات عملية، في عملية التوحيد وأهم هذه العوامل، تخلي الإطارات الفرنسية عن مسؤوليتها دون تكوين الإطارات الجزائرية لتحل محلها بالإضافة إلى عوامل اقتصادية واجتماعية أخرى، وفي خضم هذه التحديات كان لابد من التغلب على هذه الصعاب بدأ بتكوين الإطارات والعمل على توحيد العمل الإداري واتّباع سياسة تقسيمات إدارية جديدة، كانت فيها البلديات تمثل القاعدة الأساسية ثم تليها الولايات، وهذا بهدف الاستجابة السريعة للقرارات السياسية ومسايرة سرعة النمو الاقتصادي في البلاد.
ويلعب التقسيم الإداري وما صاحبه من هيكلة للأنشطة الاقتصادية وتطوير البنية التحتية والمرافق إضافة إلى إشراك الجماعات المحلية في سلطة اتخاذ القرار، وفي عملية صياغة الصورة المستقبلية للنمو والتطوير دورا حاسما في التنمية الوطنية وفي اللامركزية والديمقراطية وسنحاول في بحثنا هذا التطرق إلى أهم التقسيمات الإدارية بدأ بركائزها وأهدافها ومدى مسايرتها لعملية التنمية وإلى أي مدى وصلت الإدارة الجزائرية.

## أهمية التقسيم الإداري
للتقسيم الإداري أهمية رئيسية في التنظيم الوسطي خاصة فيما يتعلق بتكوين الهيكلة الحضرية أو النظام الحضري بصفة عامة في البلدان السائرة في طريق النمو كالجزائر مثلا أين تعدّ القرارات الإدارية ذات تأثير كبير في توجيه جميع مواقع التجهيزات الاقتصادية والأنشطة البشرية وعلاقتها بحركات السكان وأماكن استيطانهم، كما أن وضع خريطة إدارية لدولة يُبنى على أسس ومعايير يجب الأخذ بها عند أي تقسيم إداري.

## أسس ومعايير التقسيم الإداري
ينبغي أن تتوفر وحدات الشبكة الإدارية للشروط والمعايير التالية عند إحداث أي تقسيم إداري وهي:
- أن يكون الإقليم واسعا حتى يتمكن وسطه من استيعاب المشاريع الاقتصادية والتنموية.
- يجب أن يحتوي الإقليم على الأيدي العاملة والإطارات الفنية لتنفيذ المشاريع.
- أن تكون للإقليم منافذ اتصال بالأقاليم المجاورة والعالم الخارجي.
- يساعد عامل الوعي ووحدة الانتماء إلى تواجد نية النهوض بالأقاليم الإدارية الجديدة.

لكن عند تفحص هذه الشروط والمعايير المذكورة مع محاولة معرفة مدى توفرها في الأقاليم الإدارية الجزائرية الحديثة النشأة نلاحظ أن جلها غير معمول به ويتضح ذلك خاصة في الأقاليم الإدارية الداخلية عبر السهول العليا والجنوب.

## وحدات التقسيم الإداري في الجزائر
- الولاية: هي جماعة إقليمية محلية ذات شخصية معنوية واستقلال مالي، وهي همزة وصل بين الإدارة المركزية (الدولة) والإدارة المحلية من جهة أخرى تدار بواسطة «المجلس الشعبي الولائي» الذي يضم ممثلين منتخبين من طرف سكان الولاية، ويعدّ الوالي رجل إدارة فهو يمثل السلطة المركزية في الولاية لذلك يحوز سلطة الدولة في الولاية.
- الدائرة: هي جزء من الولاية تشمل عدد من البلديات وهي ليست إلا قسما إداريا لا تتمتع بالشخصية المعنوية ولا يوجد بها أي هيئة محلية منتخبة وهي عبارة عن جهاز وسيط بين البلدية والولاية.
- البلدية: هي الوحدة الإقليمية الأساسية الأولى في بنيان الدولة وهي لجماعة أولى من جماعات الدولة تباشر أعمال التنمية التي تخصها وحدها ضمن حدودها وذلك بواسطة أجهزتها الخاصة بها في مقدمتها «المجلس الشعبي البلدي».

## تطور شبكة التقسيم الإداري في الجزائر
شهدت الجزائر عدة تقسيمات إدارية وذلك في مرحلتين:

### التقسيم الإداري خلال المرحلة الاستعمارية
كانت توجد في الجزائر خلال الفترة الاستعمارية وإلى غاية 1956 ثلاثة أنواع من البلديات مهيكلة في ثلاثة عمالات «الجزائر – وهران – قسنطيينة». 
ا- البلديات الحضرية وشبه حضرية: كان يتركز فيها المستوطنون الأوروبيون وهي مُسيّرة بنفس النمط الفرنسي المسير للبلديات وكانت موزعة عبر الشريط الساحلي والتل.
ب-البلديات المختلطة: كانت تضم القرى والمداشر المأهولة بالجزائريين.
ج- بلديات العرب «لاندجان»: كانت متواجدة في السهول العليا والصحراء مسيرة تحت الحكم العسكري بعد 1956 أصبحت الجزائر مقسمة إلى 15 عمالة (13 عمالة في شمال البلاد، 2 في الجنوب الساورة والواحات) كما ارتفع عدد الدوائر إلى 90 دائرة والبلديات 1577 بلدية.

### التقسيم الإداري بعد الاستقلال
أُعيد النظر في التقسيم الإداري بالجزائر في ديسمبر 1965 فتقلص عدد الوحدات الإدارية البلدية والولائية في الجزائر إلى 15 ولاية، 91 دائرة، 676 بلدية.
وفي سنة 1974 ارتفع عدد الولايات إلى 31 ولاية وعدد الدوائر إلي 160 دائرة وعدد البلديات إلى 704 بلدية وفي سنة 1984 حدث تعديل آخر علي الخريطة الإدارية للجزائر ليرفع عدد الولايات إلى 48 ولاية 1541 بلدية و 742 دائرة.
وفي 02 أغسطس 1997 عززت الخريطة الإدارية للجزائر بنظام إقليمي جديد هو نظام المحافظة وبذلك نظمت العاصمة في إطار محافظة الجزائر الكبرى 809,19 كم2 بها 28 بلدية حضرية تسمى الدوائر الحضرية و 29 بلدية عادية.
لكن بعد صدور قرار من المجلس الدستوري المؤرخ في 27 فبراير 2000 والمتضمن عدم دستورية الأمر (رقم 15_97) المؤرخ في 31 مايو سنة 1997 المحدد للقانون الأساسي الخاص لمحافظة الجزائر الكبرى، حيث تم إلغاء هذا النظام بموجب قرار من رئيس الجمهورية السيد عبد العزيز بوتفليقة في الأول من مارس سنة 2000، وبالتالي العودة بالجزائر العاصمة إلى نظام الولاية.

## أهم ركائز وأهداف التقسيمات الإدارية في الجزائر
تحقيق نوع من التنظيم الترابي للوحدات الإدارية بحيث تتماشى الحدود الإدارية مع الحدود الوظيفية للأقاليم.
تقليص مساحة الولايات التي تضم المدن الكبرى «وهران - قسنطينة - عنابة» لإتاحة الفرصة للمدن المتوسطة التي رُقّيت إلى عاصمة ولاية.
تدعيم عواصم الولايات الحديثة بالتجهيزات والمرافق وتحويلها إلى مراكز خدمة إقليمية ومحلية لكن للأسف الواقع حال دون تحقيق العديد من الأهداف نظرا للعديد من المشاكل والعراقيل التي واجهت هذه التقسيمات.

## عيوب التقسيمات الإدارية في الجزائر
تتضح لنا هذه العيوب من خلال التطرق إلى إشكالية الفوارق بين البلديات وإلى أزمة التنظيم الإقليمي للبلديات في الجزائر فمن يطلع على «ميثاق البلدية» في الجزائر يدرك تماما مدى أهميتها والدور الكبير المسند إليها في الإنماء والتعمير ومدى اتساع اختصاصاتها إلا أن هذه الأخيرة مفيدة إلى حد كبير بتدخل سلطة الرقابة، فالرقابة الإدارية على البلدية في الجزائر مشددة مما يوجب على قادة هاته البلديات الارتباط بالأجهزة المركزية، وهذه الضغوط الرقابية تعدّ من أهم أسباب أزمة الإدارة المحلية بالجزائر بالإضافة إلى أسباب أخرى وما يعاب أيضا على هذه التقسيمات الإدارية أيضا هو تلك التناقضات التي ظهرت بحيث تمثلت في عدم وجود تسلسل للمدن في ممارسة السيدة الإقليمية بحيث أعطيت لبعض المدن وظيفة القيادة الإدارية وهي ذات حجم صغير مقارنة مع مجالها الإداري الكبير وهذا يتضح أكثر في التقسيم الإداري لسنة 1984 إضافة إلى عيوب أخرى نذكر منها كثرة عدد الولايات والدوائر وارتفاع أعدادها من تقسيم لآخر، ورغم ارتفاع عدد البلديات في هذه التقسيمات إلا أنه يبقى ضعيف مقارنة بدول أخرى كفرنسا فبعض الملاحظات يصل عدد البلديات بها إلى 20000 بلدية كون ارتفاع عدد البلديات هو الذي من شأنه أن يلعب دورا حاسما في التنمية الوطنية والبلدية هي الأقرب للمواطن ولها القدرة على حصر مشاكل المواطن واهتماماته عكس الولاية.

## العلاقة بين الإدارة المركزية والإدارة المحلية
يمكن تشخيص هذه العلاقة من خلال معرفة اختصاصات «رئيس المجلس الشعبي البلدي» والوظائف التي تقوم بها البلدية كما سيأتي:
يقوم رئيس المجلس الشعبي البلدي ممثلا للدولة بالتكفل بالمسائل التالية:
- نشر وتنفيذ القوانين وباللوائح والأنظمة في إطار البلدية.
- التصديق على التوقيعات.
- مراجعة قوائم الانتخابات.
- القيام بمباشرة كل مسائل الحالة المدنية والسجلات.

الإدارة المحلية في الجزائر ومكانتها في التقسيمات الإدارية:
الإدارة المحلية في العصر الحديث ضرورة هامة فهناك ضغوطات يفرضها الواقع المعاش ويوجب الأخذ بها كون أن المواطن الجزائري بحاجة التقرب أكثر من الإدارة ولن يتسن له ذلك إلا بالمشاركة في إدارة شؤونه المحلية والمصلحية من خلال المجالس المنتخبة، فالإدارة المحلية أقدر على مواجهة الأزمات من الأجهزة المركزية، وهي تساعد هذه الأخيرة فالتكفل أكثر بانشغالات المواطن.

## التقسيم الإداري 2010
يتم الحديث بإدخال تعديلات على التقسيم الإداري لعدد من الولايات والدوائر بحلول 2010 من خلال اعتماد 107 مقاطعة إدارية جديدة يشرف عليها ولاة منتدبون والوالي المنتدب يتكفل تحت سلطة الوالي بتنفيذ الإجراءات الإدارية والخدمات العمومية المتعلقة بتنفيذ برامج المقاطعات، كما سيشرف على الوزراء المنتدبين الممثلين للمجلس الولائي والممثلين أيضا للمقاطعة الإدارية ويتم تحديد مهامهم بناء على مرسوم تنفيذي، ويأتي هذا التقسيم حسب ما أعلن عنه في إطار تقوية تمثيل عدد من الدوائر بهدف مواجهة مشاكل المواطن اليومية.
وكما سبق الذكر فإن هذا التقسيم سيشمل 107 دوائر موزعة على 47 ولاية فبولاية قسنطينة مثلا ستمس التغيرات كلا من دوائر الخروب، زيغوت يوسف، عين عبيد، حامة بوزيان، ابن زياد، قسنطينة
ووهران فسيمس التغيير كل من دائرة السانية، بوتليليس، عين الترك، أرزيو، بطيوة، قديل، واد تليلات، بير الجير، ودائرة وهران، أدرار مثلا ستؤول دائرة برج باجي مختار وتيميمون إلى مقاطعة إدارية.
وغرداية سيمس التغيير كل من المنيعة، متليلي، القرارة، إضافة إلى الولايات الأخرى للوطن التي ستشهد تغيرات مماثلة، أما العاصمة فغير معنية بهذا التقسيم.
المقاطعات الإدارية هي: (أخبار شبه مؤكدة)
في الصحراء:
- 1/بني عباس
- 2/تيميمون
- 3/برج باجي مختار
- 4/عين صالح
- 5/عين قزام
- 6/جانت
- 7/تقرت
- 8/المنيعة
- 9/المغير
- 10/أولاد جلال.

في الهضاب العليا:
- 1/بريكة
- 2/العلمة
- 3/بوسعادة
- 4/شلالة العذاورة
- 5/سيدي لعجال
- 6/مسعد
- 7/فرندة
- 8/الأبيض سيدي الشيخ
- 9/عين الصفراء
- 10/مغنية

في الشمال:
- 1/تنس
- 2/شرشال
- 3/الأربعاء
- 4/الأخضرية
- 5/عين الحمام
- 6/أقبو
- 7/الميلية

## مراحل التقسيم
التقسيم الإداري الذي عرفته الجزائر في مرحلتين، مرحلة الاستقلال وما بعد الاستقلال لعبت فيه البلدية دورا كبيرا باعتبارها الخلية الأساسية في هذا التقسيم، لكن ومع ذلك ظهرت عيوب كبيرة وعراقيل كثيرة حالت دون الوصول إلى تسيير محكم لمختلف جهات التراب الوطني. وفيما يخص التقسيم الإداري الجديد الذي سيصبح فيه عدد الولايات 120 ولاية بدل 48 ولاية سيطرح عدة تساؤلات وانشغالات كون أن عدد الدوائر سيتضاعف كما يعني أن أعباء الإدارة ستتضاعف هي الأخرى عشرات المرات.